# 小林登志子
小林 登志子（こばやし としこ、1949年 - ）は、日本の古代オリエント歴史学者。専門はシュメール学。立正大学講師やNHK学園講師を歴任した。

## 人物・経歴
千葉県生まれ。中央大学文学部史学科西洋史専攻を卒業し、同大学院修士課程西洋史専攻を修了。
大学時代には古代ギリシアに憧れて太田秀通の講義に出席するが、その講義を通じてシュメールに興味を持ちはじめ、卒業論文ではギルガメシュをテーマにする。シュメール語は尾崎亨（五味亨）より手ほどきを受ける。1982年に第4回日本オリエント学会奨励賞を受賞。
1986年より立正大学文学部に講師として奉職する。1988年よりNHK学園「古代オリエント史」講座講師を務め、NHKラジオ第2「カルチャーラジオ」やNHK文化センターのカルチャー講座でも講師を務める。
古代オリエント史学者の山田重郎は小林を「（シュメール学に関して）学識と語り部の能力を兼備」と評している。

## 著書
- 『シュメル 人類最古の文明』中央公論新社〈中公新書〉、2005年。ISBN 978-4121018182。
- 『五〇〇〇年前の日常 シュメル人たちの物語』新潮社〈新潮選書〉、2007年。ISBN 978-4106035746。
  - 『シュメル人』 講談社学術文庫、2025年2月
- 『楔形文字がむすぶ古代オリエント都市の旅』NHK出版〈シリーズ NHKカルチャーラジオ・歴史再発見〉、2009年。ISBN 978-4149107066。放送テキスト
- 『文明の誕生－メソポタミア、ローマ、そして日本へ』中公新書、2015年。ISBN 978-4121023230。
- 『古代オリエントの神々－文明の興亡と宗教の起源』 中公新書、2019年
- 『古代メソポタミア全史－シュメル、バビロニアからサーサーン朝ペルシアまで』 中公新書、2020年
- 『古代オリエント全史－エジプト、メソポタミアからペルシアまで4000年の興亡』 中公新書、2022年
- 『アッシリア全史－都市国家から世界帝国までの1400年』 中公新書、2025年1月

### 共著
- 岡田明子共著『古代メソポタミアの神々－世界最古の「王と神の饗宴」』三笠宮崇仁監修、集英社、2000年。ISBN 978-4087811803。
- 岡田明子共著『シュメル神話の世界－粘土板に刻まれた最古のロマン』中公新書、2008年。ISBN 978-4121019776。